# ورانووا لهوتا
ورانووا لهوتا (به چکی: Vranová Lhota) یک منطقهٔ مسکونی در جمهوری چک است که در شهرستان سویتاوی واقع شده‌است.
 ورانووا لهوتا ۱۴٫۰۶ کیلومتر مربع مساحت و ۴۵۰ نفر جمعیت دارد و ۲۹۲ متر بالاتر از سطح دریا واقع شده‌است.